# Amerikanski Slovenec
Amerikanski Slovenec je prvi in najstarejši slovenski časnik v ZDA.
Amerikanski Slovenec je začel izhajati 3. septembra 1891 kot tednik v Chicagu (Illinois), med obema svetovnima vojnama nekaj časa večkrat tedensko, od 1946 v Clevelandu spet kot tednik. 
Priseljenci, ki so osnovali AS, so bili Frank Zalokar in njegovi trije zeti. Kot urednik se jih je pridružil Anton Murnik. Na časopis so letele kritike, problem je bil predvsem v liberalni drži lastnikov časopisa. Po desetih številkah so ga prodali J.F. Buhu, ki se sedež časopisa iz Chicaga preselil v Tower (Minnesota).
Novi lastnik si je kot glavni cilj zadal ohranjanje krščanske vere med slovenskimi priseljenci v Ameriki. Pod Buhovim vodstvom, ki je kupil tudi tiskarski stroj ter tako ustanovil prvo slovensko tiskarno v ZDA, je Amerikanski Slovenec izhajal do 1899. Časopis je v zopet posloval z izgubo, razlog za to je majhna slovenska skupnost v Towerju in naročnina (3 dolarje oziroma 6 goldinarjev), ki je bila za takratne razmere večini priseljencev, ki so prišli v Ameriko brez vsega, preveč. 
L. 1899 je Buh časopis prodal župniku slovenske župnije sv. Jožefa iz Jolieta (Illinois) – Frančišku Šušteršiču. Joliet je bil primernejši kraj, saj je bil versko središče slovenskih priseljencev. Iz prvotnih 600, je število kmalu naraslo na 2000 naročnikov. Povečali so tudi število strani, cena pa je ostala enaka. 1910 se je Šušteršič upokojil in odpotoval nazaj v »staro domovino«. Časnik je nato začel menjati urednike, s tem pa močno izgubil na kvaliteti. 
L. 1917 je postal uradno glasilo slovenske katoliške bratske podporne organizacije, Društva svete družine. V obdobju med letoma 1914 in 1921 je bil po kvaliteti na najnižjem nivoju.
L.1923 ga je odkupil Nemec Edvard Winker, kateremu časopisa ni uspelo oživeti, zato ga je leto kasneje prodal Tiskovnemu društvu Edinost iz Chicaga, kjer je od 10. junija do 4. avgusta 1924 izhajal pod imenom Edinost – Amerikanski Slovenec, potem pa zopet pod prvotnim naslovom, ker to ime bralcem ni bilo všeč.
L. 1946 ga je kupila Ameriška slovenska katoliška jednota in ga preselila v Cleveland. 
Amerikanski Slovenec je bil ves čas katoliški časnik, ker pa ni objavljal samo verskih tem, je bil primeren za širši krog ljudi. Kot prvi slovenski časopis v ZDA pa je prevzel pionirsko vlogo združevanja ameriških Slovencev.